# بخش توپاک آمارو
منطقه توپاک آمارو (به اسپانیایی: Túpac Amaru District) یک سکونتگاه مسکونی در پرو است که در منطقه کوزکو واقع شده‌است.

## خصوصیات
منطقه توپاک آمارو ۱۱۷٫۸۱ کیلومترمربع مساحت و ۳٬۴۲۳ نفر جمعیت دارد و ۳٬۷۹۱ متر بالاتر از سطح دریا واقع شده‌است.